# Triodontophorus tenuicollis
Triodontophorus tenuicollis är en rundmaskart som beskrevs av George Albert Boulenger 1916. Triodontophorus tenuicollis ingår i släktet Triodontophorus och familjen Strongylidae. Inga underarter finns listade i Catalogue of Life.